# Језера (Теслић)
Језера су насељено мјесто у општини Теслић, Република Српска, БиХ. Према попису становништва из 2013. насеље више нема становника. До почетка грађанског рата у БиХ, у Језерима је било 1044 становника, а након 1995, сви становници су били приморани да напусте своја огњишта.

## Становништво
| Националност       | 1991. | 1981. | 1971. | 1961. |
| Срби               | 1.043 | 1.075 | 1.022 | 929   |
| Југословени        |       | 1     |       |       |
| Македонци          |       | 1     |       |       |
| Хрвати             | 1     |       |       |       |
| остали и непознато |       |       |       |       |
| Укупно             | 1.044 | 1.079 | 1.022 | 929   |

| Демографија | Демографија | Демографија |
| Година      | Становника  | Становника  |
| ----------- | ----------- | ----------- |
| 1961.       | 929         |             |
| 1971.       | 1.022       |             |
| 1981.       | 1.079       |             |
| 1991.       | 1.043       |             |

Засеоци села Језера су: Панићи, Ђукићи, Ђурићи, Јелићи, Недићи, Мијићи и Кусићи. То су уједно и презимена породица, с тим што има пар кућа које се презивају Тривуновић и Багић.
Сеоска слава (масла) је: "Силазак Светога Духа на Апостоле – Педесетница – Тројице", а слава свих породица је: "Свети великомученик Георгије – Ђурђевдан".